# Hiệp hội đánh giá đám mây
Hiệp hội đánh giá đám mây là một hội được thành lập bởi Gavin Pretor-Pinney từ Vương quốc Anh vào tháng 1 năm 2005. Hội được lập ra nhằm mục đích thúc đẩy sự hiểu biết và đánh giá các đám mây và có hơn 49.000 thành viên trên toàn thế giới từ 120 quốc gia khác nhau, tính đến tháng 1 năm 2020.
Yahoo đặt tên trang web của xã hội là "phát hiện kỳ lạ và tuyệt vời nhất trên internet năm 2005". Nhóm và người sáng lập của nó là trọng tâm của một bộ phim tài liệu Cloudsp đốm của BBC, dựa trên cuốn sách The Cloudspotter's Guide của Pretor-Pinney. Trong một tập phim của TASkmaster, diễn viên hài Hugh Dennis tiết lộ anh là một thành viên của xã hội.